# Padrão de tempo
Um padrão de tempo é uma especificação para medir a taxa na qual o tempo passa. Nos tempos modernos, diversas especificações de tempo foram oficialmente reconhecidas como padrões, onde antes eram questões de costume e prática. Um exemplo de um tipo de padrão de tempo pode ser uma escala de tempo, especificando um método para medir divisões de tempo. Um padrão para o horário civil pode especificar intervalos de tempo e hora do dia.

## Terminologia
O termo "tempo" é geralmente usado para muitos conceitos próximos, mas diferentes, incluindo:
- instante[1] como um objeto – um ponto no eixo do tempo. Sendo um objeto, não tem valor;
  - data[2] como uma quantidade que caracteriza um instante. Como quantidade, tem um valor que pode ser expresso de diversas maneiras, por exemplo "2014-04-26T09:42:36,75" no formato padrão ISO, ou mais coloquialmente como "hoje, 9h42";
- intervalo de tempo[3] como um objeto – parte do eixo do tempo limitado por dois instantes. Sendo um objeto, não tem valor;
  - duração[4] como uma quantidade que caracteriza um intervalo de tempo.[5] Como quantidade, tem um valor, como um número de minutos, ou pode ser descrito em termos das quantidades (como horas e datas) do seu início e fim.